# История Тома Джонса, найдёныша
«Исто́рия То́ма Джо́нса, найдёныша» (англ. The History of Tom Jones, a Foundling), или просто «Том Джонс» (англ. Tom Jones), — роман английского писателя Генри Филдинга, впервые опубликованный в 1749 году. Считается наиболее значительным произведением этого автора и одним из лучших произведений английской литературы.

## Сюжет
С точки зрения сюжета «История Тома Джонса» представляет собой плутовской роман. Главный герой, молодой человек тёмного происхождения, идёт к жизненному успеху, переживая самые запутанные и забавные приключения. Тома Джонса подкинули богатому помещику Олверти маленьким ребёнком. Позже он столкнулся с кознями племянника своего приёмного отца, Блайфила, и был изгнан из дома, но всё завершилось благополучно: Том оказался ещё одним племянником Олверти, получил наследство и женился на своей возлюбленной по имени Софья, которая простила ему все грехи.
Роман, впервые опубликованный в 1749 году, описывает нравы первой половины 1740-х годов, то есть практически современные. Наиболее важные события происходят с главным героем во время восстания якобитов, которое становится фоном действия и хронологическим маркером. Основное содержание романа сводится к частной жизни героев.
«История Тома Джонса» разделена на 18 книг, причём каждая из них начинается с вводной главы, представляющей собой теоретическое рассуждение на определённую тему. В повествовании постоянно присутствует фигура рассказчика, который комментирует происходящее и постепенно привязывается к читателю.

## Восприятие
«История Тома Джонса» увидела свет 28 февраля 1749 года. Она быстро стала бестселлером и выдержала четыре издания только за первый год. По всеобщему мнению, это один из самых первых романов, написанных на английском языке, лучшая книга Филдинга и одно из главных произведений английской литературы. Сомерсет Моэм включил «Тома Джонса» в свой список 10 лучших романов в истории жанра, Сэмюэл Тейлор Колридж назвал его сюжет «одним из трёх наиболее совершенных» (наряду с сюжетами «Царя Эдипа» Софокла и «Алхимика» Бена Джонсона).
Филдинг здесь провозглашает себя творцом нового литературного жанра, «комического эпоса в прозе», причём под комическим началом он имеет в виду реалистическое изображение обыденной жизни. Новый жанр писатель противопоставляет и барочному пасторально-историческому роману XVII века и сентиментально-семейному роману ричардсоновской школы. Он развивает традицию, основанную Сервантесом, но при этом видит в «Дон Кихоте» существенные недостатки и старается более рационально выстраивать сюжет, давать детальную психологическую мотивацию всем действиям своих героев, окончательно отходит от пародийности.
Автору удалось создать широкую панораму современной ему жизни английского общества. Литературоведы отмечают, что Филдинг в этом романе высказывает (вопреки господствовавшему тогда в литературе мнению) своё недоверие по отношению к человеческому разуму и апеллирует к сердцу и чувствам. В этом смысле он оказывается предшественником сентиментализма, заявившего о себе двадцатью годами позже.
«Том Джонс» имеет огромное значение для всей западной литературы. По словам Юлия Кагарлицкого, влияние этой книги «проявилось почти во всём, что было сделано в области романа на протяжении XVIII и заметной части XIX века». Оно проявлялось и в других жанрах: например, Ричард Шеридан позаимствовал у Филдинга многое для своей пьесы «Школа злословия» (1777). На основе «Тома Джонса» был создан целый ряд произведений:
- пьеса Д. Коулмана-старшего «Ревнивая жена» (1761)[18];
- опера Франсуа-Андре Филидора «Том Джонс» (1765)[19];
- фильм Тони Ричардсона «Том Джонс» (1963);
- фильм Клиффа Оуэна «Непристойные приключения Тома Джонса» (1976);
- мини-сериал BBC «История Тома Джонса, найдёныша» (1997);
- мини-сериал Masterpiece и ITV «Том Джонс» (2023).